# マイケル・クレーマー
マイケル・ロバート・クレーマー(Michael Robert Kremer, 1964年11月12日 - )はアメリカ合衆国の経済学者。世界の貧困を改善するための実験的アプローチに関する功績により、アビジット・V・バナジー、エスター・デュフロとともに2019年のノーベル経済学賞を受賞した。

## 出生・学歴
ユージーン・クレーマーとサラ・リリアン・クレーマーの息子としてユダヤ人家庭に生まれる。父ユージーン・クーレマーは、オーストリア・ポーランドからアメリカに移住したユダヤ人の息子で、母サラ・リリアン・クーレマーは、アメリカのユダヤ人とホロコースト文学を専門とする英文学の教授であった。両親はポーランドからアメリカへのユダヤ人移民であった。
ハーバード大学を卒業（1985年に社会学の学士号、1992年に経済学の博士号を取得）。1992年から1993年までマサチューセッツ工科大学ポスドク、1993年春シカゴ大学客員助教授、1993年から1999年までマサチューセッツ工科大学教授。1993年春にシカゴ大学客員助教授、1993年から1999年までマサチューセッツ工科大学教授。

## 略歴
クレーマーは、貧困削減に焦点を当てた研究を行っており、その多くは教育経済学や医療経済学に関連するものである。彼は、アビジット・V・バナジー、エスター・デュフロ（2019年のノーベル経済学賞を共同受賞）とともに、提案された貧困追放施策を検証するためのランダム化比較試験の有効性の確立に貢献した。デュフロは、クレーマーがこのような先駆的な実験手法を初期に使用したことについて「かなり初期から参入し、多大なリスクを負っていました。（省略）彼は先見の明のある人です」と述べている。
クレーマーは、アメリカ芸術科学アカデミーのフェローであり、マッカーサー・フェロー（1997年）とプレジデント・ファカルティ・フェローシップを受賞しており、世界経済フォーラムのヤング・グローバル・リーダーズ(YGL)にも選出されている。また、コネチカット州ニューヘイブンに拠点を置き、社会的・国際的な開発問題に対する解決策の創造と評価を専門とする研究機関であるInnovations for Poverty Action (IPA)の研究員を務めている。クレーマーは、貧困救済を推進するための国際的な協会であるGiving What We Canのメンバーでもある。また、ハーバード大学を拠点とする団体WorldTeachの創設者兼社長でもあり、大学生や新卒者を世界の発展途上国で夏季や年間のボランティア教師として派遣している。また、携帯電話の世界的な出現を利用し、小規模農家にデジタル農学的アドバイスサービスを提供する非営利団体、Precision Agriculture for Development (PAD)の共同創設者も務めている。
クレーマーは、開発途上国で使用するワクチンの開発を奨励するインセンティブメカニズムの構築や、社会科学における介入を評価するための無作為化試験の利用に焦点を当てた先進的な市場コミットメントを開始しました。技能の相補性に関する有名な経済理論「経済発展のOリング理論」を生み出した。2000年、クレーマーはチャールズ・モーコムとともに、象の密猟に対抗するための政策として、象の個体数が極端に減少した場合に市場へ流せるよう、事前に象牙を備蓄しておくことを政府に提言する研究を発表した。
彼は広く引用された論文「紀元前百万年から1990年までの人口増加と技術的変化」の中で、過去100万年間の経済的変化を研究した。彼は、経済成長は人口の増加に伴って増加することを発見した。
2018年5月、クーレマーは世界的課題に対する戦略的政策解決の研究でボリス・ミンツ研究所賞を受賞した。
クレーマーは、International Growth Centre (IGC)のGrowth Week 2010で、教育制度の改革に関するパネルを率いた。
彼はDFIDチーフエコノミストのレイチェル・グレンナースターの夫である。

## 主著
- Kremer, Michael; Glennerster, Rachel (2004), Strong Medicine: Creating Incentives for Pharmaceutical Research on Neglected Diseases, Princeton: Princeton University Press, ISBN 0-691-12113-3
- Making Markets for Vaccines: Ideas to Action, Center for Global Development, (2005)
- “Population Growth and Technological Change: One Million B.C. to 1990”, The Quarterly Journal of Economics (The MIT Press) 108 (3):  681–716, (1993), doi:10.2307/2118405, JSTOR 2118405
- エスター・デュフロらと共著『政策評価のための因果関係の見つけ方 』日本評論社 2019 ISBN 978-4-535-55934-9